# 1291 w polityce

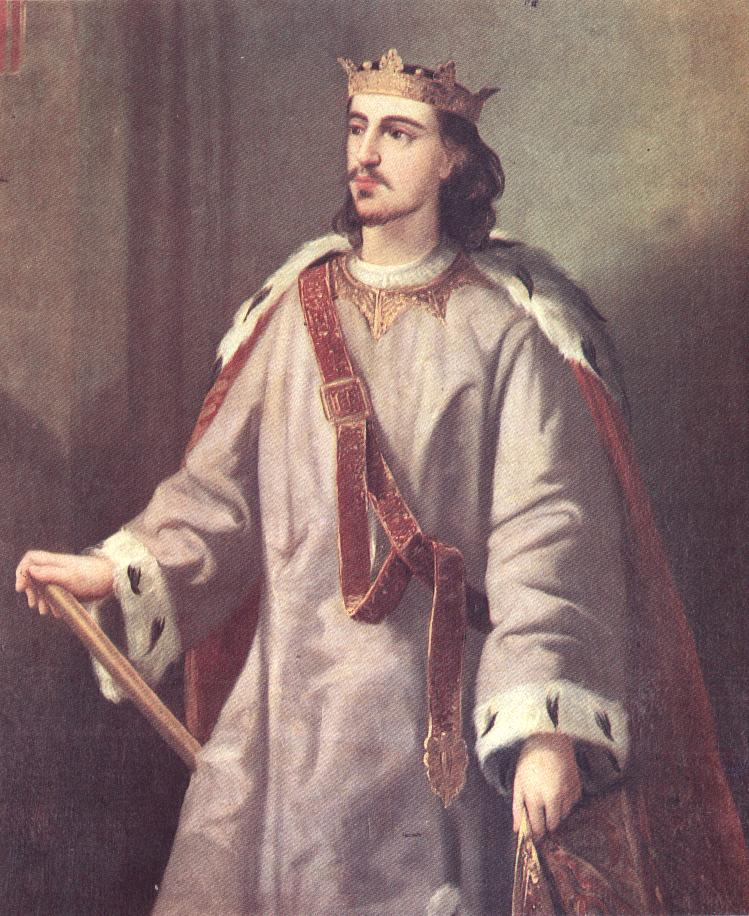
Alfons III Liberalny

Wydarzenia polityczne w 1291 roku.

## Wydarzenia
- Powstanie Konfederacji Szwajcarskiej[1][2][3][4].
- Upadek Akki, koniec Królestwa Jerozolimskiego[1][2][4][5].
- 1 września Wacław II wydał przywilej w Lutomyślu[6].

## Zmarli
- 18 czerwca Alfons III Liberalny, król Aragonii, Walencji i Majorki[7].